# Valmeinier
Valmeinier és un municipi francès al departament de Savoia (regió d'Alvèrnia-Roine-Alps). L'any 2007 tenia 511 habitants.

## Demografia

### Població
El 2007 la població de fet de Valmeinier era de 511 persones. Hi havia 191 famílies de les quals 62 eren unipersonals (41 homes vivint sols i 21 dones vivint soles), 41 parelles sense fills, 78 parelles amb fills i 10 famílies monoparentals amb fills.
La població ha evolucionat segons el següent gràfic:
Habitants censats

### Habitatges
El 2007 hi havia 1.999 habitatges, 203 eren l'habitatge principal de la família, 1.776 eren segones residències i 19 estaven desocupats. 250 eren cases i 1.716 eren apartaments. Dels 203 habitatges principals, 111 estaven ocupats pels seus propietaris, 79 estaven llogats i ocupats pels llogaters i 13 estaven cedits a títol gratuït; 13 tenien una cambra, 41 en tenien dues, 49 en tenien tres, 51 en tenien quatre i 49 en tenien cinc o més. 123 habitatges disposaven pel capbaix d'una plaça de pàrquing. A 106 habitatges hi havia un automòbil i a 89 n'hi havia dos o més.

### Piràmide de població
La piràmide de població per edats i sexe el 2009 era:
| Homes | Edats   | Dones |
| ----- | ------- | ----- |
| 0     | 95 o +  | 0     |
| 0     | 90 a 94 | 0     |
| 0     | 85 a 89 | 0     |
| 0     | 80 a 84 | 0     |
| 4     | 75 a 79 | 8     |
| 0     | 70 a 74 | 4     |
| 4     | 65 a 69 | 0     |
| 0     | 60 a 64 | 0     |
| 4     | 55 a 59 | 12    |
| 4     | 50 a 54 | 4     |
| 16    | 45 a 49 | 8     |
| 20    | 40 a 44 | 0     |
| 20    | 35 a 39 | 16    |
| 36    | 30 a 34 | 16    |
| 52    | 25 a 29 | 24    |
| 12    | 20 a 24 | 32    |
| 0     | 15 a 19 | 4     |
| 12    | 10 a 14 | 0     |
| 8     | 5 a 9   | 12    |
| 12    | 0 a 4   | 8     |

## Economia
El 2007 la població en edat de treballar era de 362 persones, 293 eren actives i 69 eren inactives. De les 293 persones actives 285 estaven ocupades (171 homes i 114 dones) i 8 estaven aturades (4 homes i 4 dones). De les 69 persones inactives 21 estaven jubilades, 39 estaven estudiant i 9 estaven classificades com a «altres inactius».

### Ingressos
El 2009 a Valmeinier hi havia 120 unitats fiscals que integraven 286,5 persones, la mediana anual d'ingressos fiscals per persona era de 17.965 €.

### Activitats econòmiques
Dels 159 establiments que hi havia el 2007, 2 eren d'empreses alimentàries, 2 d'empreses de fabricació d'altres productes industrials, 8 d'empreses de construcció, 23 d'empreses de comerç i reparació d'automòbils, 2 d'empreses de transport, 40 d'empreses d'hostatgeria i restauració, 1 d'una empresa financera, 10 d'empreses immobiliàries, 5 d'empreses de serveis, 53 d'entitats de l'administració pública i 13 d'empreses classificades com a «altres activitats de serveis».
Dels 32 establiments de servei als particulars que hi havia el 2009, 1 era una oficina bancària, 5 paletes, 2 fusteries, 1 lampisteria, 1 perruqueria, 19 restaurants, 1 tintoreria i 2 salons de bellesa.
Dels 20 establiments comercials que hi havia el 2009, 4 eren botigues de més de 120 m², 1 una botiga de menys de 120 m², 2 fleques, 1 una llibreria, 2 botigues d'equipament de la llar i 10 botigues de material esportiu.

## Equipaments sanitaris i escolars
El 2009 hi havia una escola elemental.

## Poblacions més properes
El següent diagrama mostra les poblacions més properes.